# 市川元好
市川 元好（いちかわ もとよし）は、戦国時代から安土桃山時代にかけての武将。毛利氏の家臣。父は山口奉行を務めた市川経好。

## 生涯
毛利氏家臣で山口奉行を務めた市川経好の次男として生まれる。
天正6年（1578年）、兄の元教が大友宗麟と内通して反乱を企てていることが露見し、父・経好の命を受けた内藤元輔や雑賀隆利らによって討ち取られた。元教の追討に伴い、以後は元好が嫡男となった。
天正12年（1584年）10月29日に父・経好が死去したため家督と山口奉行職を引き継ぎ、天正14年（1586年）から始まる豊臣秀吉の九州平定では、毛利輝元の命を受けて出陣している。
しかし、山口奉行の機構は周防国と長門国の支配に関しての権限が大きく、毛利家の中央行政機構の意に従わないこともしばしばあったため、輝元にとって廃止すべき中間機構となった。また、この頃の山口奉行には国司元信や黒川兵部丞も参画していたが、それぞれの父である国司就信や黒川著保もかつて山口奉行に参画していたことから、奉行職が世襲化する傾向を示していた。そこで、輝元は惣国検地の実施に伴い、天正16年（1588年）に元好の出雲国への給地替えを行い、奉行職の世襲化を断ち切ろうとしている。
天正20年（1592年）10月5日に死去。嫡男の元直が後を継いだが、元直は文禄の役に従軍して同年12月27日に朝鮮で戦傷死したため、元直の嫡男である元栄が幼少ながら後を継いだ。